# 松井光介
松井 光介（まつい こうすけ、1978年8月24日 - ）は、北海道札幌市豊平区出身の元プロ野球選手（投手）。右投右打。
現在は、東京ヤクルトスワローズのスコアラーを務めている。

## 経歴

### プロ入り前
中学2年時に父の転勤で東京都江戸川区に転居。江戸川南シニアを経て、1994年に横浜高校に入学。シニアリーグ、高校を通じて松坂大輔の2年先輩にあたる。
シニア時代は投手だったが、同期に丹波慎也がいたため投手としては同学年内では2番手という存在だったが2年次より外野手としてプレーしている。同年の第76回全国高等学校野球選手権大会に横浜高は5年振りの出場を果たすが、那覇商に初戦で敗れている。翌1995年春夏も甲子園出場を目指したが、叶わなかった。
夏の神奈川予選敗退後、エースで4番の丹波を中心とする新チームを結成、翌年の甲子園を目指しての猛練習が始まった。ところがその直後の1995年8月17日の朝、その丹波が就寝中に先天性肥大型心筋症による心臓発作を起こし急逝（満17歳没）。当時の横浜高校ナインを初め、渡辺元智監督達も悲しみに暮れたが、この悲劇をきっかけに松井は急遽横浜高校のエースの座を引き継ぎ、チームを引っ張っていくことになる。その横浜高校は、1996年に念願の甲子園春夏連続出場を果たした。1996年春第68回選抜高等学校野球大会では1回戦で大阪学院大高にわずか1点差で敗れた。しかし同年夏の第78回全国高等学校野球選手権大会は初戦で山田秋親がいた北嵯峨に、8回表まで0-1とリードされていたが、8回裏に逆転で下して勝利を飾る。次の試合では福井商に8回裏までに4-2とリードしながらも、勝利寸前の9回表に自らの悪送球をきっかけに、逆転で敗れた。奇しくも福井商に敗れたその日は前年亡くなった丹波慎也の命日であった。
横浜高校のチームメートには阿部真宏、幕田賢治らがいる。
1997年に高校卒業後、亜細亜大学に進学し同大学硬式野球部所属。日米大学野球の代表選手にも選ばれる。大学の同期に後にチームメイトとなる吉川昌宏投手、1年上に佐藤宏志投手、2年上に赤星憲広らがいた。東都大学リーグ通算25試合登板、10勝6敗、防御率2.56、114奪三振。4年時の2000年春のリーグでは5勝2敗の活躍で優勝に貢献し、最高殊勲選手と最優秀投手に選ばれた。大学選手権でも2年下木佐貫洋との両輪で投げ、高校の2年後輩小山良男（社会人でも組む）とのバッテリーで優勝。
2001年に大学卒業後、社会人のJR東日本へ入社。社会人ではJR東日本硬式野球部のエースとして都市対抗野球大会にも出場するが、プロからの指名は長らくなかった。
2005年の大学生・社会人ドラフトでヤクルトスワローズに3巡目指名され、27歳にしてようやくプロ入りを果たす。

### プロ入り後
2006年5月14日の対オリックス・バファローズ戦で先発し、5回を2失点に抑えて初勝利を挙げた。先発は2試合のみで中継ぎとしてさまざまな場面で登板し、最終的には40試合で64回を投げて3勝5敗防御率4.08という成績を残した。
2007年は前年に引き続き、主に中継ぎと先発がいなくなった際の先発登板をこなした。4月29日の対巨人戦で、プロ入り後自身最長の6回を2失点に抑えると、6回裏に打線が逆転し勝利投手になった。しかしこれ以降はパッとせず、成績を大きく下げてしまった。
2008年、ロングリリーフや先発の谷間としての役割を担い、27試合に登板し、1勝2敗という成績を残した。
2009年、序盤は2軍で過ごすことになったが、後半戦から前年に引き続きロングリリーフとしての役割を担い、17試合に登板した。
2010年、2011年は共に精彩を欠いた投球が多く残ったものの、11年のシーズン後半は故障者が続出する中ロングリリーフとして貢献し投球内容も安定したものを残した。
2013年、10月8日に球団から戦力外通告を受ける。その後、現役引退を表明した。

### 現役引退後
10月31日に、球団スタッフとしてチームに残ることが発表され、スコアラー兼打撃投手に就任した。

## 選手としての特徴・人物
最速147km/hの速球と鋭いフォークボールなど多彩な変化球を駆使する右腕。
江戸川南シニアおよび横浜高校時代の2学年後輩・松坂大輔が尊敬する投手として知られる。松井は「僕が（松坂を）尊敬してる。僕の方が憧れがあります。だって、すごいピッチャーじゃないですか」と語っている。
ヤクルト時代の登場曲は遊助（上地雄輔）の「ひまわり」を使用していた。これは松井と上地が横浜高校野球部の先輩・後輩の関係であったことから選んでいる。

## 詳細情報

### 年度別投手成績
| 年 度     | 球 団     | 登 板 | 先 発 | 完 投 | 完 封 | 無 四 球 | 勝 利 | 敗 戦 | セ 丨 ブ | ホ 丨 ル ド | 勝 率 | 打 者 | 投 球 回 | 被 安 打 | 被 本 塁 打 | 与 四 球 | 敬 遠 | 与 死 球 | 奪 三 振 | 暴 投 | ボ 丨 ク | 失 点 | 自 責 点 | 防 御 率 | W H I P |
| --------- | --------- | ----- | ----- | ----- | ----- | -------- | ----- | ----- | -------- | ----------- | ----- | ----- | -------- | -------- | ----------- | -------- | ----- | -------- | -------- | ----- | -------- | ----- | -------- | -------- | ------- |
| 2006      | ヤクルト  | 40    | 2     | 0     | 0     | 0        | 3     | 5     | 0        | 3           | .375  | 272   | 64.0     | 62       | 8           | 18       | 2     | 3        | 53       | 2     | 0        | 33    | 29       | 4.08     | 1.25    |
| 2007      | ヤクルト  | 18    | 5     | 0     | 0     | 0        | 1     | 3     | 0        | 0           | .250  | 207   | 45.1     | 59       | 7           | 15       | 5     | 2        | 26       | 2     | 1        | 32    | 29       | 5.76     | 1.63    |
| 2008      | ヤクルト  | 27    | 3     | 0     | 0     | 0        | 1     | 2     | 0        | 4           | .333  | 183   | 41.1     | 41       | 2           | 17       | 1     | 2        | 33       | 0     | 0        | 16    | 15       | 3.27     | 1.40    |
| 2009      | ヤクルト  | 17    | 0     | 0     | 0     | 0        | 0     | 0     | 0        | 1           | ----  | 110   | 26.1     | 25       | 1           | 10       | 1     | 1        | 12       | 1     | 0        | 9     | 9        | 3.08     | 1.33    |
| 2010      | ヤクルト  | 21    | 1     | 0     | 0     | 0        | 0     | 1     | 0        | 0           | .000  | 129   | 30.0     | 30       | 5           | 11       | 0     | 1        | 25       | 1     | 0        | 17    | 16       | 4.80     | 1.37    |
| 2011      | ヤクルト  | 27    | 0     | 0     | 0     | 0        | 3     | 0     | 0        | 2           | 1.000 | 135   | 30.1     | 35       | 4           | 10       | 0     | 3        | 19       | 3     | 0        | 12    | 12       | 3.56     | 1.49    |
| 2012      | ヤクルト  | 20    | 0     | 0     | 0     | 0        | 1     | 0     | 0        | 1           | 1.000 | 77    | 18.0     | 17       | 1           | 6        | 0     | 1        | 12       | 2     | 0        | 9     | 9        | 4.50     | 1.28    |
| 2013      | ヤクルト  | 2     | 0     | 0     | 0     | 0        | 0     | 0     | 0        | 0           | ----  | 11    | 1.0      | 7        | 1           | 1        | 0     | 0        | 1        | 1     | 0        | 8     | 8        | 72.00    | 8.00    |
| 通算：8年 | 通算：8年 | 172   | 11    | 0     | 0     | 0        | 9     | 11    | 0        | 11          | .450  | 1124  | 256.1    | 276      | 29          | 88       | 9     | 13       | 181      | 12    | 1        | 136   | 127      | 4.46     | 1.42    |

### 記録
- 初登板・初先発：2006年4月5日、対読売ジャイアンツ2回戦（明治神宮野球場）、5回5失点で敗戦投手
- 初奪三振：同上、1回表に小久保裕紀から見逃し三振
- 初勝利・初先発勝利：2006年5月14日、対オリックス・バファローズ3回戦（スカイマークスタジアム）、5回2失点
- 初ホールド：2006年6月23日、対阪神タイガース7回戦（阪神甲子園球場）、8回裏2死に4番手で救援登板、1/3回を1失点

### 背番号
- 44（2006年 - 2013年）
- 103（2014年 - 2021年） ※打撃投手

### 登場曲
・「ひまわり」遊助